# Montzéville
Montzéville är en kommun i departementet Meuse i regionen Grand Est (tidigare regionen Lorraine) i nordöstra Frankrike. Kommunen ligger i kantonen Charny-sur-Meuse som tillhör arrondissementet Verdun. År 2022 hade Montzéville 154 invånare.

## Befolkningsutveckling
Antalet invånare i kommunen Montzéville
| Referens: INSEE |